# Rubens de Guimarães Santos
Rubens de Guimarães Santos (1925-2011) foi um médico cirurgião brasileiro. Nascido em São Paulo capital em 29 de março de  1925, filho de Raul dos Santos  e de Isaura de Guimarães Santos, 
cursou medicina na Escola Paulista de Medicina (hoje UNIFESP)  formando-se em 1952. Começou a carreira como obstetra, realizando cirurgias no Hospital Beneficência Portuguesa de São Paulo e Hospital Cruz Azul com o Dr. Palumbo.

## Carreira
Em  1954 iniciou intensivamente a pesquisa e desenvolvimento da cirurgia cardíaca com circulação extracorpórea  a convite do  professor Hugo Felipozzi, no Instituto de Cardiologia Sabbado D'Angelo da Fundação Anita Pastore D'Angelo.  Em maio do ano anterior foi   realizada a primeira  cirurgia no mundo,  com circulação extracorpórea  nos Estados Unidos por Gibbon.
No Instituto Sabbado D’Angelo de Cardiologia trabalhou  continuamente, sendo responsável por centenas de cirurgias experimentais realizadas em cães, para o desenvolvimento do coração e pulmão artificial. Inicialmente foram feitas em cães séries experimentais de desvio direito da circulação com bomba Sigmamotor e fluxo diminuído , segundo o princípio do “Azigos-Factor” estabelecido por Anderasen e Watson.  Em 15 de outubro de 1955, participa  com assistente da equipe do Dr. Hugo J. Felipozzi  da primeira cirurgia de um menino de 03 anos de idade, com diagnóstico de estenose valvar pulmonar com este  procedimento.
Em novembro de 1955, a equipe opera novamente outra criança de 1 ano e três meses com tetralogia de Fallot; o tempo total intracardíaco para a correção da comunicação interventricular e estenose infundibular foi de 40 minutos.
Em 12 de novembro de  1956, após nova série de experimentos ( 80 cães operados em quatro meses,  construindo o oxigenador com discos rotatórios igual ao modelo Kay-Cross, montado com bombas tipo roletes) a equipe realiza a primeira cirurgia extracorpórea utilizando este modelo em uma criança de 8 anos de idade para a correção de uma comunicação interatrial(CIA), com sucesso.
Em 1962, torna-se  membro acadêmico com a fundação da Faculdade de Ciências Médicas da Santa Casa de São Paulo, junto com Felipozzi.  Ainda passam a desenvolver valvas cardíacas mecânicas e biológicas, tubos de materiais plásticos para substituição da artéria aorta, oxigenadores e bomba de infusão produzidos pela empresa Lifemed, fundada pelos mesmos e outros.
Em 1977 defende na mesma Faculdade a Tese de Livre Docência “ Substituição da Valva Aórtica e Mitral por Prótese de Lillehei-Kaster".  O estudo tem como casuística 29 pacientes operados,  com substituição de valvas por próteses de Lillehei–Kaster que foram acompanhados no período de  1 ano e nove meses, após a cirurgia. No pós operatório  foi feita a administração de anticoagulantes por um período de 3 meses,  permitindo o controle de atividade protrombínica dos pacientes, sendo que os resultados foram clinicamente ótimos em 89,6%, bons em 3,4% e inalterados em 6,8%.
Desenvolveu  o ensino da técnica da cirurgia cardíaca como professor doutor da Faculdade de Ciências Médicas da Santa Casa de Misericórdia de São Paulo,  dedicando-se  a formação de inúmeros cirurgiões cardíacos . Participou da implantação da cirurgia cardíaca com a equipe do professor  Hugo J. Felipozzi, no Hospital Samaritano de São Paulo; realizou também cirurgias no Hospital São Camilo.
Deixou viúva, cinco filhos, nove netos e um bisneto.

## Óbito
Rubens faleceu no dia 05 de maio de 2011, combatendo um linfoma não Hoodking com  86 anos.  Segundo seus colegas tinha um senso de humor muito contagiante, adorava o que fazia e amava viver.  Operou até os 80 anos  contribuindo com sua pesquisa e técnica cirúrgica, para a história da  Cirurgia Cardíaca Brasileira.